# Бурмов, Христо
Христо Димитров Бурмов (23 сентября 1869 — 23 декабря 1936) — болгарский военный деятель, генерал-лейтенант.

## Биография
Бурмов родился в Габрове в 1869 году, в 1889 году окончил военное училище в Софии. В 1898 году окончил военное училище в Турине. Затем служил на различных командных должностях в болгарской армии. В 1904 году назначен военным атташе в Австро-Венгрии. В 1907 году назначен командующим пехотным батальоном. В 1911 году командир пехотного полка.
Участвовал в Балканских войнах в должности начальника штаба пехотной дивизии. В 1915 году Болгария вступила в Первую мировую войну, хотя Бурмов не был сторонником войны и считал решение болгарских политиков выступить на стороне Германии ошибочным. Однако Бурмов был назначен командиром 3-й пехотной дивизии и принял активное участие в разгроме сербских войск в Македонии. Также части под командованием полковника Бурмова принимают активное участие в успешном для болгар сражении при Криволаке.
В апреле 1916 года Бурмов назначен командующим 10-й пехотной дивизией. Участвовал в боевых действиях на побережье Эгейского моря. В 1917 году Бурмову присвоено звание генерал-майор и он назначен командующим 2-й пехотной дивизией в Македонии. 17 июля 1918 года Бурмов назначен начальником генштаба болгарской армии.
Бурмов был одним из главных виновников прорыва союзными войсками болгарского фронта. С началом наступления войск Антанты, Бурмов не придавал большого значения прорыву фронта и надеялся на то, что положение вскоре будет восстановлено, однако он не учел, что многие болгарские части уже отказывались сражаться и требовали заключения мира.
После войны Бурмов становится военным исследователем, незадолго до смерти Бурмову присвоено звание генерал-лейтенант. Умер в Софии 23 декабря 1936 года.

## Награды
- Орден «За храбрость» III и IV степени
- Орден «Святой Александр» II и III степени
- Орден «За военные заслуги» II степени
- «За военные заслуги» (Османская империя) 11.05.1917
- Золотой орден «Лиякат» (Османская империя) 04.10.1917